# Cryptopalpus histrix
Cryptopalpus histrix är en tvåvingeart som först beskrevs av Camillo Rondani 1863.  Cryptopalpus histrix ingår i släktet Cryptopalpus och familjen parasitflugor.
Artens utbredningsområde är Colombia. Inga underarter finns listade i Catalogue of Life.